# Simon Gustafsson (speedwayförare)
Anders Simon Gustafsson, född 26 maj 1990 i Örebro, är en svensk speedwayförare. Han är son till Henrik Gustafsson, även han speedwayförare på elitnivå. Simon Gustafsson körde för Indianerna i Elitserien från 2011–2012 och från 2011 till 2013 körde han även för Rospiggarna i Allsvenskan, för Eastbourne Eagles i Storbritannien och Gniezno i Polen.

## Meriter
- Junior-SM-guld 2011